# Aux frontières du possible
Aux frontières du possible foi uma série de televisão em co-produção entre a França e a Alemanha Ocidental em treze episódios de 55 minutos, criada por Henri Viard e Jacques Bergier, dirigida por Victor Vicas e Claude Boissol. A primeira temporada foi transmitida entre 4 de outubro e 11 de novembro de 1971 e a segunda entre 23 de fevereiro e 6 de abril de 1974 no canal francês 2 ORTF. No Canadá, foi transmitida entre 1972 e 1974 na Télévision de Radio-Canada. Atualmente é reprisada esporadicamente no Brasil pela Univesp TV.

## Sinopse
A série conta a história de dois agentes do Bureau International de Prévention Scientifique - B.I.P.S. (ou Escritório Internacional de Prevenção Científica) encarregados de proteger a humanidade da utilização criminosa que pode ser feita com as mais recentes descobertas científicas.

## Elenco
- Pierre Vaneck : Yan Thomas
- Jean-François Rémi : Courtenay-Gabor, Chefe do BIPS
- Elga Andersen : Barbara Andersen (10 episódios)
- Yvette Montier : Secretária (7 episódios)
- Roger Rudel : Comissário Chalier (6 episódios)
- Eva Christian : Christa Neumann (3 episódios)
- François Chaumette : Cornélius Van Geers (episódio Le Dossier des mutations « V »)
- François Jaubert : Gérard Van Geers (episódio Le Dossier des mutations « V »)
- Philippe Mareuil : Serge (episódio Attention : Nécroses mentales)
- André Oumansky : Sansicario (episódio Menaces em le sixième continent)
- Max Amyl : Costellani (episódio Menaces em le sixième continent)
- Hubert Deschamps : le général Carbonneau (episódio L'Homme radar)
- Robert Dalban : Doutor Rabut (episódio L'Homme radar)
- Françoise Giret : Olga Vertaut (episódio L'Homme radar)
- Jacques Harden : Presidente (episódio Protection spéciale ultra-sons « U »)
- Max Desrau : um dos membros da conferência (episódio Protection spéciale ultra-sons « U »)
- Arch Taylor : um dos membros da conferência (episódio Protection spéciale ultra-sons « U »)
- Nicole Pescheux : (episódio Le Dernier Rempart)
- Jacques Berthier : Salvia (episódio Alerte au Minotaure)
- Serge Sauvion : Juan (episódio Alerte au Minotaure)
- Michel Creton : Jacques (episódio Alerte au Minotaure)
- Jenny Arasse : filha do professor (episódio Alerte au Minotaure)
- Philippe Brigaud : chefe de polícia (episódio Alerte au Minotaure)

## Épisódios

### Primeira temporada (1971) - França
1 - Le Dossier des mutations « V »
Direção : Victor Vicas. 

Roteiro : Jacques Bergier e Jean Sacha. 

Transmissão : 4 de outubro de 1971 (ORTF). 

Sinopse : O preço mundial de diamantes está em colapso. Um desconhecido, que é primeiramente é considerado como um tolo, diz-se responsável por este feito. Ele é encontrado morto, carregando um pacote estranho: um ramo da ameixeira cujos frutos contém diamantes brutos. O Comissário Chalier chama o B.I.P.S. ...
2 - Attention : Nécroses mentales
Direção : Victor Vicas. 

Roteiro : Jacques Bergier e Jean Sacha. 

Transmissão : 11 de outubro de 1971 (ORTF). 

Sinopse : Astronautas americanos e cosmonautas russos manifestam distúrbios pertubadores ao retornar do espaço. O B.I.P.S. encarrega-se da investigação ...
3 - Terreur au ralenti
Direção : Claude Boissol. 

Roteiro : Jacques Bergier e Jean Sacha. 

Transmissão : 18 de outubro de 1971 (ORTF). 

Sinopse : A população de uma aldeia em Haute Provence é atingida por um mal misterioso: os habitantes vivem como que em câmera lenta. O B.I.P.S. é responsável por descobrir a causa desta doença estranha ...
4 - Menaces em le sixième continent
Direção : Claude Boissol. 

Roteiro : Jacques Bergier e Jean Sacha. 

Transmissão : 25 de outubro de 1971 (ORTF). 

Sinopse : Diversos grandes navios afundam de maneiras estranhas e imprevisíveis. Uma misteriosa organização exige carregadores que se asssegurem dos "riscos" através de uma boa soma. O B.I.P.S. envia seus dois melhores agentes para investigar em Nice ...
5 - L'Homme radar
Direção : Victor Vicas. 

Roteiro : Jacques Bergier e Jean Sacha. 

Transmissão : 4 de novembro de 1971 (ORTF). 

Sinopse : Acidentes inexplicáveis de avião ocorrem: entre as vítimas estão estudiosos cujas mortes são uma grande perda para a ciência. Os agentes do B.I.P.S. são encarregados deste novo enigma ...
6 - Protection spéciale ultra-sons « U »
Direção : Claude Boissol. 

Roteiro : Jacques Bergier e Jean Sacha. 

Transmissão : 11 de novembro de 1971 (ORTF). 

Sinopse : Um grupo de indivíduos parece ter conseguido criar um sistema eletrônico que permite ouvir a longa distância através até de paredes mais grossas. Os governos não podem mais manter suas reuniões em segredo. O B.I.P.S. é responsável por este caso difícil ...

### Segunda temporada (1974) - França
7 - Le Dernier Rempart
Direção : Claude Boissol. 

Roteiro : Henri Viard. 

Transmissão : 23 de fevereiro de 1974 (ORTF). 

Sinopse : Depois de uma pesquisa de rotina realizada na França sobre as condições de vida e do clima político, verificou-se que em uma cidade nos subúrbios de Paris, Surville, as pessoas têm respondido aos investigadores que estava tudo bem. Enquanto no resto do país, a resposta era claramente o oposto. O B.I.P.S. abre inquérito ...
8 - Le Cabinet noir
Direção : Victor Vicas. 

Roteiro : Henri Viard. 

Transmissão : 2 de março de 1974 (ORTF). 

Sinopse : Cinco crimes foram cometidos em cinemas, sem motivo aparente. O B.I.P.S. investiga ...
9 - Les Hommes volants
Direção : Claude Boissol. 

Roteiro : Henri Viard. 

Transmissão : 9 de março de 1974 (ORTF). 

Sinopse : Jornais finlandeses relatam histórias de aparecimento de discos voadores. A emoção reina nas cidades e no campo. Para investigar, Yann é despachado com sua nova colega, Christa ...
10 - Meurtres à distance
Direção : Claude Boissol. 

Roteiro : Henri Viard. 

Transmissão : 16 de março de 1974 (ORTF). 

Sinopse : O B.I.P.S. recebe um documento preparado pelos serviços de telecomunicações da Marinha a se resolver. Experimentos sobre telepatia são distorcidos por interrupções voluntárias. Yann e Christa são responsáveis para resolver mais esse enigma ...
11 - Alerte au Minotaure
Direção : Victor Vicas. 

Roteiro : Henri Viard. 

Transmissão : 23 de março de 1974 (ORTF). 

Sinopse : Um eminente veterinário é assassinado depois de chamar o chefe do BIPS por conta da morte de um cavalo de corrida. Yann e Christa está no comando da investigação ...
12 - Les Créateurs de visible
Direção : Victor Vicas. 

Roteiro : Henri Viard. 

Transmissão : 30 de março de 1974 (ORTF). 

Sinopse : Em vários países ocorrem fenômenos preocupantes. Durante manifestações de protesto surgem vestígios de líderes mortos há muito tempo. Yann e Barbara viajam para o Canadá por causa do inquérito ...
13 - L'Effaceur de mémoire
Direção : Victor Vicas. 

Roteiro : Henri Viard. 

Transmissão : 6 de abril de 1974 (ORTF). 

Sinopse : Durante um julgamento, o presidente de um tribunal de Montreal perde a memória e, em seguida, comete suicídio em seu escritório. Outros eventos do mesmo tipo ocorrem. As autoridades apelaram para o B.I.P.S. ...